# قرار احضار زندانی
قرار احضار زندانی یا قانون امنیت قضایی (به لاتین: Habeas corpus) به معنای «به معنای: بدن [ــِـ متهم] را در اختیار داشته‌باش» که در آن شخص می‌تواند بازداشت یا زندانی شدن غیرقانونی را به دادگاه گزارش کند و از دادگاه درخواست صدور قرار برای آوردن زندانی به دادگاه و بررسی اینکه آیا بازداشت قانونیست یا نه را بنماید. در واقع این قاعده حق کنترل قضایی بازداشت، و حق بررسی مشروعیت آن است.
این حق در نظام حقوقی انگلستان پایه‌گذاری شده و سپس به بسیاری از کشورهای دیگر دنیا نیز وارد شده‌است. این حق به‌طور تاریخی از ابزارهای قضایی برای حفاظت از آزادی‌های فردی در برابر اعمال خودسرانه دولتی بوده‌است.

## مفهوم حقوقی هابئاس کورپوس
مفهوم حقوقی هابئاس کورپوس در واقع حق توسل به قاضی و حق درخواست «ذکر دلایل برای توقیف» یا «صدور حکم آزادی» است.
حق تکلیفِ دادن فرصت به فرد بازداشتی برای اعتراض به قانونی بودن بازداشت (قرار احضار و ایراد اتهام به او) است.
بر اساس هابئاس کورپوس، متهّمی که در توقیف به‌سر می‌بَرد یا کسان و دوستان او، حق دارند که از قضات صالح درخواست رسیدگی به قانونی بودن توقیف را بنمایند. اگرچه پیشینه هابئاس کورپوس به دوران آنگلوساکسون و حتی پیش تر از آن برمی‌گردد و در قرن دهم مورد بحث بوده و در سال ۱۳۰۵ به آن استناد شده اما از سال ۱۶۸۹ میلادی (۱۰۶۸ شمسی) در انگلستان رسمیت یافته‌است.
مضمون آن در اعلامیه‌های آمریکا از ۱۷۷۶ تا ۱۷۸۰ اشاره شده و در فرانسه بعد از سال ۱۷۸۹ (سال انقلاب کبیر) نیز پذیرفته شده‌است. هابئاس کورپوس درقانون جزائی آمریکا هم درج گشته و در اکثر اسناد بین‌المللی جهانی و منطقه‌ای حقوق بشر مورد تأکید قرار گرفته و در شمار قوانین بین‌المللی در کنوانسیون سازمان ملل متحد در مورد حقوق مدنی و سیاسی (۱۹۶۶)است.
به رسمیت شناخته شدن هابئاس کورپوس و اینکه متهم چه مرد و چه زن باید فقط به امر قاضی توقیف گردد، در «تاریخ حقوق» اهمیت بسیار دارد و می‌تواند بنیان‌گذار سازوکار بسیار پیشرفته‌ای برای مبارزه با تجاوز به حقوق اشخاص و تأمین‌کننده حمایت واقعی از آن‌ها در برابر بازداشت خودسرانه و هر گونه سوء رفتار باشد.
هابئاس کورپوس در واقع نوعی قرار قضایی است. قرار قضائی یک وسیله مؤثر و مهم برای اجرای عدالت، تعمیم دمکراسی و حفظ حقوق افراد به‌شمار می‌رود و در حقوق آنگلوساکسون‌ها به آن توجه شده‌است. به قرارهای قضائی که حقوق عرفی ایجاد و تکمیل نمود تا قبل از تصویب قانون تشکیلات دادگستری در سال ۱۹۳۸، فرامین شاهی می‌گفتند.

## معلق شدن هابئاس کورپوس
در سال ۱۸۶۱ مدت کوتاهی پس از شروع جنگ‌های داخلی آمریکا، آبراهام لینکلن در ایالت مریلند برای مقابله با مخالفت‌های سیاسی علیه جنگ داخلی، هابئاس کورپوس را معلق کرده بود که با واکنش یکی از قضات دیوان عالی کشور روبرو شد. وی استدلال کرد اگرچه لینکلن نیات نیکو داشته و هدف کنترل نزاعهای داخلی آمریکا بود، اما با خدشه‌دارشدن هابئاس کورپوس قانون اساسی لگدمال می‌شود. زمان ریاست جمهوری یولیسیز سایمن گرانت در آمریکا، برای مقابله با کوکلوکس کلان‌ها (KKK)، و زمان فرانکین روزولت برای مقابله با شهروندان ژاپنی‌تباری که اشتباهاً تصور می‌شد علیه آمریکا جاسوسی می‌کنند، هابئاس کورپوس نادیده انگاشته شد. سال ۱۹۷۱ در اروپا نیز چنین اتفاقی افتاد، زمانی که دولت بریتانیا، به بازداشت صدها نفر اقدام نمود تا به فعالیت ارتش جمهوری‌خواه ایرلند پایان دهد. کاری که نتیجه عکس داد و بر محبوبیت آن تشکل افزود.
با مصوبه ضد تروریستی اکتبر ۲۰۰۱، تونی بلر، متّهم شد که به بهانه مبارزه با تروریسم، حق هابئاس کورپوس را نادیده گرفته‌است.
بوریس جانسون از اعضای حزب محافظه کار بریتانیا که از سال ۲۰۰۸ به عنوان شهردار لندن مشغول به کار است، گفته بود:
تونی بلر اولین نخست وزیر زمان صلح است که حق هابئاس کورپوس را نقض کرده‌است. میخائیل زاندر استاد شناخته شده رشتهٔ حقوق گفت مصوبه ضد تروریستی اکتبر ۲۰۰۱ به که تبع واقعه یازده سپتامبر در دستورکار قرار گرفته شده، حق هابئاس کورپوس را زیر پا نهاده‌است.
اگرچه در قانون اساسی آمریکا (ماده یکم، فصل دوم، بخش نهم قانون)، تصریح شده جز در شرایطی که شورش داخلی یا تهاجم خارجی پیش آید، هابئاس کورپوس نباید به حالت تعلیق درآید. دولت جورج بوش سیاست جدیدی را پیشنهاد و به تصویب رسانید که بر اساس آن هابئاس کورپوس به نوعی تضعیف شد. وقتی کنگره ایالات متحده، قانون کمیسیون نظامی را تصویب نمود و ۱۷ اکتبر ۲۰۰۶ با امضای رئیس‌جمهور جورج بوش اجرایی شد، پروفسور چاناتان تورلی آن را شرم‌آور خواند و گفت کنگره و رئیس جمهور اصول و ارزش‌های آمریکایی را که از قدمت آن بیش از ۲۰۰ سال می‌گذرد زیر پا گذاشتند.
زندانی کردن افراد بدون محاکمه و گذراندن مراحل قانونی، هابئاس کورپوس و وجود یک آزادی بسیار قدیمی را که این کشور تا به امروز به آن افتخار می‌کرده‌است، به‌طور جدی زیر سؤال می‌برد. با سیاست جدید افراد زیادی در داخل و خارج ایالات متحده (به ویژه افغانستان) بازداشت شدند و مدتهای مدید از دسترس قضات دور بودند. زندانیان گوانتانامو یک نمونه این موضوع هستند.
سال ۲۰۰۹ بعد از دوران بوش نیز وزارت دادگستری ایالات متحده اعلام نمود که زندانیانی که در افغانستان دستگیر شده‌اند، حق دفاع قانونی را ندارند. قانون کمیسیون نظامی یا که توسط کنگره ایالات متحده به تصویب رسید و در ۱۷ اکتبر ۲۰۰۶ با امضای رئیس جمهور جورج دبلیو بوش به‌طور کامل تصویب شد، از نظر نقض حقوق بشر و بی‌اعتنایی به حقوق مدنی شهروندان، انتقادات زیادی را دامن زد و برای اولین بار حق فرد متهم در زمینه دفاع از خویش در مقابل دادگاه هابئاس کورپوس را سلب نمود.
فرد ممکن است ناگهان دستگیرشده و به مدت نامحدود بازداشت یا از کشور اخراج گردد بدون آنکه هرگز به وی یا وکیل او فرصت دفاع از اتهامات وارده در مقابل دادگاه داده شود. بر اساس قانون جدید، دولت آمریکا هیچ الزامی برای اثبات جرم فرد ندارد بلکه هر گونه «اشاره» به اینکه وی اقدامی خلاف منافع آمریکا انجام داده‌است، کافی است تا فرد بازداشت و زندانی شود. حتی اگر هیچ سندی دال بر این اقدام فرد علیه آمریکا هم وجود نداشته باشد، این بر عهده متهم است که وقتی دستگیر شد ثابت کند که کاملاً بیگناه است.

## پیشینه تاریخی هابئاس کورپوس
در قرون وسطی حقوق مشترک جمعی برای هر یک از اصناف وجود داشت و به عنوان امتیازات ویژه از بالا اعطاء می‌شد اما آزادی‌های فردی به‌درستی شناخته و تعریف نشده بود.
در سال ۱۲۱۵ میلادی بارون‌های انگلیسی علیرغم مقاومت دستگاه سلطنت با تدوین منشور بزرگ آزادی ماگنا کارتا لیبرتاتوم که به پادشاه تحمیل کردند، سنگ بنای قانون اساسی انگلیس را گذاشتند. اصلی‌ترین دلیل تدوین این منشور، اختلاف بین پاپ اینوسنت سوم، بارون‌ها و اشراف انگلستان، و پادشاه بر سر میزان و حد قدرت وی بود.
منشور آزادی پادشاه را وادار می‌ساخت به تشکیلات قانونی احترام بگذارد و قبول کند که قانون بر ارادهٔ شخصی او ارجحیت دارد.
یکی از مهم‌ترین بندهای منشور فوق اشاره به هابئاس کورپوس داشت. برطبق آن حکم، شاه یا کس دیگری حق نداشت هیچ فردی را بدون طی تشریفات قانونی محکوم، زندانی، تبعید یا اعدام کند یا اموال کسی را مصادره نماید. گرچه هدف بارون‌ها و اشراف انگلیس تحکیم حقوق رایج فئودالی بود و آن منشور هنوز به مثابه رشد جوانه دمکراسی و تکامل آن نبود، اما در آن قید شده بود:
«... هیچ انسان آزاد نباید دستگیر، زندانی یا از تملکش محروم یا محکوم، تبعید یا بهر صورتی بی‌خانمان شود… مگر به حکم قانون.» (در آن زمان نظام رعایا که اغلب جمعیت سرزمین را تشکیل می‌دادند "انسان آزاد محسوب نمی‌شدند. بنابراین در این فاعل "انسان آزاد" منحصراً اشاره به‌نخبگان دارد)
از همان زمان تعهد و التزام دستگاه حاکمیت به حق و قانون بر سر زبان‌ها افتاد، با این حال این حق تنها چهار قرن پس از آن (یعنی در قرن ۱۷ میلادی)، صورتی قانونی یافت. در این قانون به زیردستان پادشاه و همه فرودستان این حق داده شد که بدون حکم رسمی قاضی تن به موافقت به دستگیری ندهند و از جلب و تعقیب خودسرانه مصون بمانند. حتی هنگامی که شخص دادخواه به دستور عالی‌ترین مقامات توقیف می‌شد، این فرمان، و در واقع قرار «هابئاس کورپوس» صادر می‌گردید و وسیله‌ای مؤثر برای جلوگیری از بازداشت غیرقانونی و یکی از تضمینات مهم حقوق فردی محسوب می‌شد.
پس از اعدام چارلز اول و روی کارآمدن چارلز دوم، پارلمان انگلیس برای جلوگیری از استبداد، تصمیم مهمی گرفت. ۲۷ مه سال ۱۶۷۹ که در «تاریخ حقوق» روز بزرگی است، پارلمان انگلستان برغم مخالفت چارلز دوم پادشاه وقت، قانون هابئاس کورپوس را تصویب کرد.
بعدها هابئاس کورپوس اصلی از اصول غیرقابل تغییر قوانین اساسی ملل دیگر و ضابطه کار قوای قضایی کشورها قرار گرفت. طبق آن قانون، کسی که بازداشت شده، می‌بایست ظرف سه روز به یک قاضی معرفی شود تا نسبت به آزادی وی تصمیم‌گیری شود. احدی را نمی‌توان بازداشت کرد مگر به حکم قاضی (پس از حضور متهم در برابر قاضی و گفتن دفاعیات خود). قانون ۱۶۷۹ مقرر داشته که اگر قضات دادگاه عالی حتی در ایام مرخصی و تعطیل دادگاه به ناحق از صدور این فرمان خودداری نمایند می‌توان علیه آن‌ها ادعای خسارت کرد و تا ۵۰۰ لیره پرداخت غرامت محکومشان نمود. بااینحال درعمل فقط ثروتمندان می‌توانستند از این حق بهره‌گیرند زیرا قاضی معمولاً مبالغ بسیار کلانی را برای وثیقه زندانی وضع می‌کرد که تنها قشر اندکی از پس پرداخت آن برمی‌آمدند.
در اصلاحیه‌های بعدی، وسعت حق متهم بیشتر شده و حکم قاضی مبنی بر بازداشت نیز استیناف‌پذیر شده‌است و دادگاه بالاتر مرکب از سه قاضی یا بیشتر باید نظر دهد تا بازداشت قانونی باشد. برخی از کشورها در قوانین اساسی و قضایی خود آن را به سود متهم تکمیل کرده‌اند. برای مثال: طبق قانون اساسی آمریکا، متهم بدون حضور وکیلی که خود انتخاب می‌کند می‌تواند به پلیس و ضابطین دیگر پاسخ ندهد و به زور و اکراه نمی‌شود از او بر ضد خودش اعتراف گرفت. بازرسی غیر منصفانه بدن، محل سکونت، محل کار، و توقیف اشیاء شخصی نیز جز با مجوز کتبی و صریح قاضی ممنوع است.

## چند پرونده تاریخی
- در سال ۱۷۷۲ میلادی، جیمز سامرست،[۲۷] یک سیاه‌پوست را از جامائیکا به بردگی گرفت و به بریتانیا آورد. این اقدام وی بحث و جدل زیادی برانگیخت و مقامات قضایی از جمله لرد مانسفیلد (Lord Mansfield) بر اساس حق هابئاس کورپوس حکم به آزادی آن سیاه‌پوست دادند.[۲۸]
- در سال ۱۸۳۹ عده‌ای در کانادا یاغی شناخته شده و به تبعید محکوم شدند. دوستان این تبعیدیها حکم تبعید مذکور را مخالف قوانین جاری دانسته و به دادگاه عالی انگلستان عرض‌حال کردند. دادگاه با صدور قرار مذکور مأمورین دولت را مجبور کرد تا یاغیان نامبرده را در محضر دادگاه در لندن حاضر نمایند و بدین وسیله در انطباق حکم تبعید با قوانین کشور مطالعه به عمل آمد.[۲۹]
- در سال ۱۸۵۴ تعدادی از ملوانان روسی که در خیابان‌های شهر گلیفورد انگلستان پرسه می‌زدند و ظاهراً امرار معاشی هم نداشتند بوسیله یک افسر دریاداری روسیه تزاری بازداشت شدند. به کمک رئیس اداره پلیس محلی، افسر روسی ملوانان را برای مراجعت به کشور روسیه به بندر پرتسموث برد. ملوانان به دادگاه شکایت کردند و بازداشت خود را غیرقانونی اعلام نمودند و دادگاه با صدور فرمان مورد بحث آن‌ها را به دادگاه احضار و بعد از استماع شکایتشان حکم به آزادی آن‌ها صادر کرد.[۳۰]
- طبق قانون اعاده نظم در ایرلند مصوب ۱۹۲۰، دولت انگلستان اختیار داشت که مقرراتی برای استقرار نظم در ایرلند وضع کند و برابر یکی از این مقررات وزیر کشور حق داشت اشخاصی را که اقداماتشان مضر به امنیت و نظم ایرلند می‌باشد یا متهم به این‌گونه اقدامات هستند به اقامت اجباری درحوزه معینی محکوم سازد.

در ۷ مارس ۱۹۲۳ وزیر کشور دستوری صادر کرد که بدان وسیله مردی بنام اوبرین در محلی که دولت آزاد ایرلند صلاح بداند نگهداری شود.
اوبرین در دهم مارس همان سال تقاضای صدور قرار مورد بحث را نمود دادگاه محلی تقاضای او را رد کرد ولی دادگاه استیناف انگلستان در ۱۳ آوریل همان سال مقرر داشت که وزیر کشور تا روز ۲۳ آوریل وقت دارد دلائلی را که معتقد است حسب آن قرار هابئتس کورپوس نباید صادر شود باین دادگاه در کاخ دادگستری لندن ارائه دهد.
در نهم ماه مه همان سال، دادگاه عالی بعد از استماع سخنان وکلای اوبرین و وزیر کشور به صدور رای زیر مبادرت ورزید:
«دادگاه استیناف بعد از شنیدن اظهارات ویلیام بریجمن وکیل وزارت کشور و آقای دادستان کل و همچنین اظهارات آقای هیستینگز وکیل آقای اوبرین به صدور فرمان هابئاس کورپوس مبادرت می‌ورزد و به موجب این فرمان مقرر می‌شود که وزیر نامبرده بلافاصله شخص اوبرین را در محضر دادگاه پادشاهی در لندن حاضر نماید تا به اتهامات وارده به او حضوراً رسیدگی شود و به وزیر کشور تا روز ۱۲ ماه مه فرصت داده می‌شود که نتیجه اجرای این فرمان را اعلام دارد»